# キシモトマイ
キシモト マイ（1980年8月6日 - ）は、名古屋市出身のお笑いタレント、アーティスト。よしもとクリエイティブ・エージェンシー（吉本興業）所属。東京NSC5期生出身。特技はアート。

## 略歴・人物
1999年より東京NSC5期生となり、養成所に通い始める。
2000年9月、吉本興業の芸人として、フジテレビ『新しい波8』に岸本麻衣名義で出演。この番組は、基本的に毎回1組の若手芸人が出演し、新たなお笑い番組への選抜を兼ねたネタ披露が行われるというものであった。最終的に、キングコング、ロバート、ドランクドラゴン、北陽、インパルスが選抜され、この5組を主役とした後続番組『はねるのトびら』が放送されている。
最近ではアーティストとしてのテレビ出演が多いが、2018年3月にはテレビ朝日『オスカル！はなきんリサーチ』内、『藤田ニコルが知りたい「若手フリップ芸人」』コーナーにおいて、芸人のCOWCOW善しより注目の若手フリップ芸人として紹介されている。しかし、当の藤田ニコルの反応は「フリップなのかアートなのかわからない」というものだった。

## アーティストとしての活動

### きっかけ
2011年に出演したお笑いライブの大喜利コーナーにて、解答を絵で出した際、その独特な感性で出演者をざわつかせたことをきっかけに絵を描くようになった。当初はクレヨンで描いた落書き程度のものであったが、2012年頃には、周囲の芸人仲間から自身の絵が好評となり、画材もクレヨンからアクリル絵の具に変更。翌年2013年には完成した作品を劇場内の通路等展示するようになる。

### 主な活動内容

#### 2014年
2月、『Made in よしもと展』に作品を出展。
12月、FOOLAの1stフルアルバム『落陽』のジャケットを手掛け、本格的にアーティスト活動を開始。

#### 2016年
5月、原宿のcaféna.で初の個展を開催。企画として、よしもとクリエイティブ・エージェンシーの同期・後輩芸人のけんじる（元フクロトジ）、キングコング西野、ネゴシックス、ものいい横山と、1枚のキャンバスに順番に絵を描き、作品を完成させるアートリレーを実施。
7月、吉本興業に所属している芸人・タレントによる『どやさ！よしもと美術館』に作品を出展。

#### 2017年
4月、第9回沖縄国際映画祭島ぜんぶでおーきな祭において『よしもと美術館』に作品を出展。
5月、2度目の個展『キシモトマイ個展2』を開催。後輩芸人6人とともに自身の作品を手に持ち、原宿の街を練り歩くというスタイルで路上個展を開催。
11月、岸本麻衣名義で第44回青枢展に絵画作品4点を出品。小品部門において優秀賞を受賞。

#### 2018年
2月、3度目となる個展『キシモトマイ個展』を開催。企画として、アート芸人とのコラボ作品を発表。
4月、サッポロファクトリー（北海道札幌市）にて開催される、展覧会「よしもと美術館 in サッポロファクトリー」に作品を出展。
6月、『ウチのガヤがすいません！（6/19放送）』において、芸人チョコレートプラネットより、野性爆弾くっきー、インデペンデンス内藤とともに、新世代アート芸人として紹介される。同コーナー内の絵画鑑定においては、キシモトの『鎮座DOPENESS（ラッパー鎮座DOPENESSの肖像画）』に、本人希望価格58,000円に対して20万円という鑑定価格が付けられた。当鑑定を行ったギャラリー・エデル（大阪府大阪市）代表の堀居邦明によれば、キシモトの作品は第一印象として「色彩が鮮やか、パッと目に入ってくる」とし、また「バスキアと絵の雰囲気が似ている」「次の作品も欲しいと思わせる」「海外のアートフェアであれば、（20万円という値付けは）すぐに売れると思う」「作家の可能性を感じる、価値が上がる可能性があると思う」と、非常に高い評価をした。この鑑定結果に対し、同番組MCヒロミは「買うわ」と名乗り出ている。

#### 2019年
6月、中国天津・北京で開催された日中交流会『RE-ASIA』にて、藤原ヒロシ、岡西佑奈らと登壇。日本人画家として紹介される。当イベントに合わせ、天津文化センターにて6作品が展示された。自身の制作活動と並行してハッピーエナジー主催の絵画教室にボランティア講師として参加。
10月、ジョージクリエイティブカンパニー主催のチャリティーイベント『匿名希望展』に参加。出品作品は、KEITA MARUYAMAデザイナーである丸山敬太により購入された。

#### 2020年
2月、三鷹市内の幼稚園にて、絵画教室を開催。
8月、『ウチのガヤがすいません！（8/4放送）』内のガヤ芸人アートオークションに出品。観月ありさをイメージした作品を作成する。これは自身初のリサイクルアート作品であり、キシモトにはめずらしい大型の立体作品であった。当作品は、Showroom代表の前田裕二、ヒロミ、アンミカにより入札され、前田に110万円で落札された。番組内ではNSC同期の三瓶、ピース又吉も応援のために出演した。

### 作風
アクリル絵の具を使用し、キャンバスもしくはアートボードに描いている。ほとんどの作品は自身の指先に直接絵の具をのせて描くスタイルをとっているが、稀にペインティングナイフ等の道具を使用することもある。作品のモデルは動物や国内外の著名人など様々だが、そのほとんどが実在する人や物で、モデルが持つ雰囲気や特徴を、多彩な色合いや線で表現している。なお、多くの作品を短期間（数日）で描き上げている。

### 作品の販売
- キシモトマイ ONLINE SHOP

キシモトマイ絵画作品を販売。2018年6月現在、キシモトマイの絵画作品を最も多く閲覧・購入できるサイトとなっている。
- メルカリチャンネル（メルカリ）

メルカリが提供するライブコーマースサービス『メルカリチャンネル』に後輩芸人のげんき〜ず元気☆たつやとともに出演。これまで制作した作品と、購入者からのリクエを受けて生配に制作した作品の販売。この生配信は、キシモトマイ自身の制作風景を見ることができる数少ない場になっている。
- キシモトブランド（SUZURI - GMOペパボ）[22]

Tシャツやメモ帳などのオリジナルグッズを販売。絵画作品の販売は行っていない。

## エピソード
性格は天然。メルカリチャンネル内で視聴者からのコメントに対し、天然と思われる発言を返すことが多い。
芸人としての相方はおらず、デビューからピン芸人として活動している。
好きな食べ物は唐揚げ定食。嫌いな食べ物はラッキョウ。
好きなマンガは西森博之著『今日から俺は!!（小学館）』、森田まさのり著『ROOKIES（集英社）』など少年漫画を好む。
アルコールにはかなり弱く、飲酒すると「全然喋らなくなる」ほど。
地元名古屋に甥がおり、しばしば自身のTwitterに登場する。
鎮座DOPENESSの大ファン。天才ラッパーと崇拝し、自身の作品のモデルにもなっている。
アーティストとしての作品のモデルは著名人や動物が多い。
仲の良い芸能人は三瓶。
2018年6月時点の家賃は58,000円で、大型作品を制作するにあたり「作業しやすいように、物をほぼ捨てました。ソファーも、ベッドもないです」くらいの広さ。
同期芸人である又吉直樹（ピース）とは、又吉が月刊誌マンスリーよしもと（現 マンスリーよしもとplus）内インタビューにて「今の相方以外で誰とコンビを組みたいか」という問いに対し、キシモトの名前を上げるほどの親友だった。当時又吉のブログ『猿（現在は閉鎖）』にも頻繁にキシモトの名前が登場している。